# طوب ونقرات

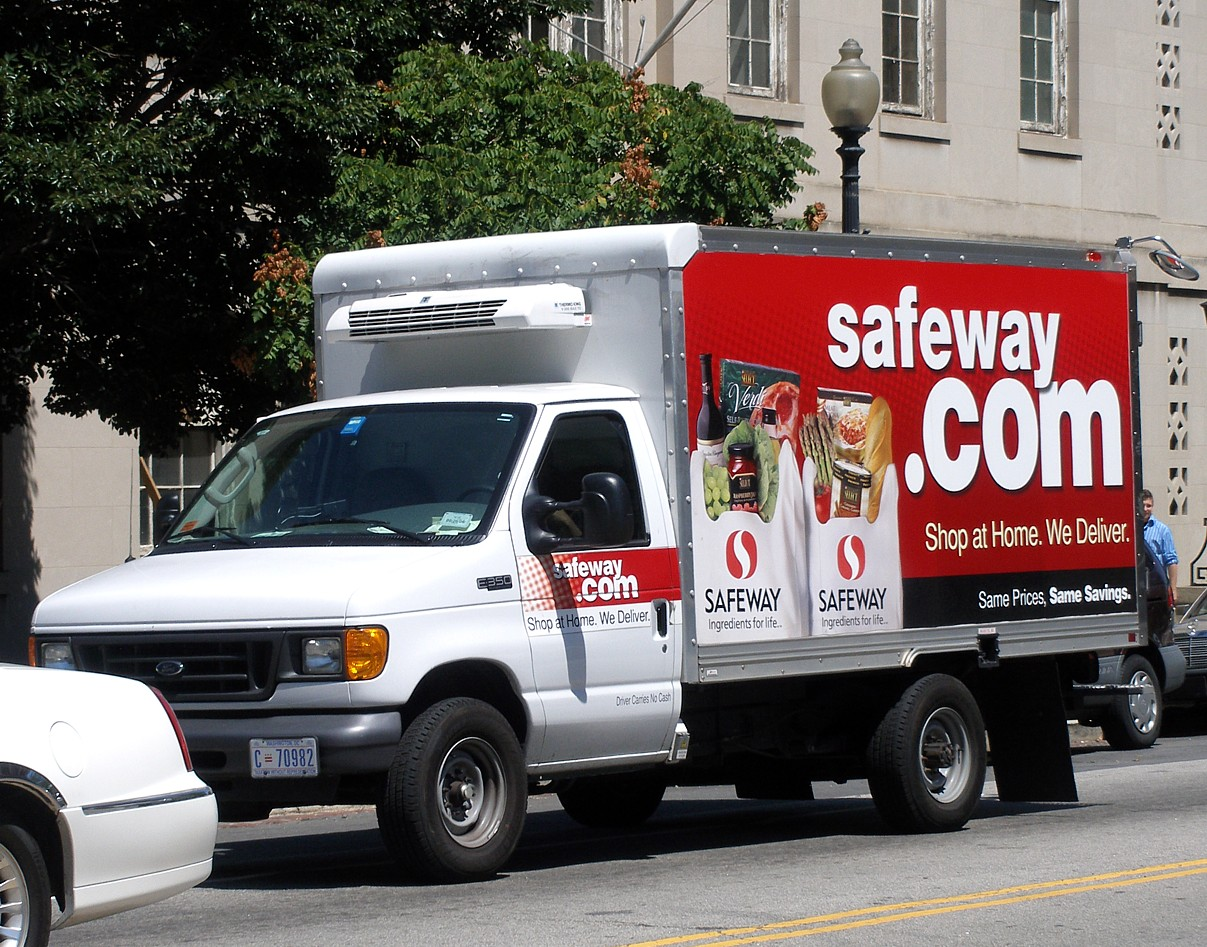
توضح شاحنة التوصيل هذه كيف أن بعض المتاجر الكبيرة التقليدية تسعى الآن للعمل بإستراتيجية الجمع بين المتاجر التقليدية والتجارة عبر الإنترنت.

طوب ونقرات (Bricks and clicks) (والمعروفة أيضًا باسم نقرات وطوب(clicks and bricks) أو النقرة والملاط(click and mortar) أو طوب ونقرات ونقفات(bricks, clicks and flips)) هو نموذج عمل من خلاله تدمج الشركة بين كل من (الطوب) البيع التقليدي غير المتصل و (النقرات) المتصلة، وفي بعض الأحيان مع الملاط الثالث الإضافي (كتالوجات). إضافة إلى ذلك، يقدم العديد خدمة الطلبات عن طريق الهاتف أيضًا، أو على الأقل يقدم دعم المبيعات التليفونية.
من الأمثلة المنتشرة على نموذج عمل الطوب والنقرات عندما تسمح سلسلة من المتاجر للعميل بطلب المنتجات إما عن طريق الإنترنت أو الطريقة التقليدية في واحد من متاجرهم، وتسمح للعملاء أيضًا إما استلام الطلب مباشرة في الفرع المحلي للمتجر أو يتم توصيلها إلى منزلهم. وهناك العديد من المجموعات البديلة لهذا النموذج.
عادة ما يستخدم نموذج «الطوب والنقرات» تجار التجزئة التقليديين الذين يمتلكون سلاسل لوجيستية وسلاسل توريد واسعة، ولكنهم معروفون جيدًا وعادة ما ينالون وضعًا جيدًا بسبب وجودهم التقليدي. يكمن جزء من سبب نجاح هذا النموذج في أن إنشاء كيان على الإنترنت أسهل بكثير لتجار التجزئة من أن تبدأ شركة في التوظيف الإلكتروني الناجح، وأسهل من أن ينشئ بائع التجزئة الإلكتروني كيانًا تقليديًا، بما في ذلك العلامة التجارية القوية والمعروفة جيدًا، دون امتلاك ميزانية تسويق كبيرة. إن العامل الرئيسي في نجاح أو فشل نموذج العمل هذا هو التحكم في التكاليف، فكما هو معتاد يحتاج الحفاظ على الوجود التقليدي - الدفع مقابل المكان والعمالة - نفقات رأسمالية أكبر من نظائرها الإلكترونية. قد تُهيئ بعض قطاعات الأعمال نفسها بصورة أفضل مع نموذج أعمال «الطوب والنقرات» أكثر من غيره. على سبيل المثال، في كثير من الأحيان تكون أنواع عملاء المتاجر الكبيرة مختلفة وتتطلب خيارات تسوق بديلة، فقد ترغب مجموعة في رؤية البضائع مباشرة قبل شرائها وتحب راحة التسوق «سريعًا»، بينما قد تطلب مجموعة أخرى راحة مختلفة في التسوق الإلكتروني والحصول على الطلب في الوقت الذي يناسبها. وعلى العكس، فبعض المنتجات والسلع الأكثر فخامة والتي غالبًا ما تكون مكلفة أو السلع التي لا يتم شراؤها كل يوم - مثل السيارات - قد تحتاج إلى المتاجر التقليدية الأكثر انتشارًا أكثر من المتاجر الإلكترونية، نتيجة لاعتبارات قرار الشراء، على الرغم من أن المتاجر الإلكترونية لا تزال توفر معلومات عن السلع نفسها على الإنترنت.
قد قلل نجاح هذا النموذج في العديد من القطاعات مصداقية بعض المحللين الذين ادعوا أن الإنترنت قد يُغني عن تجار التجزئة التقليديين القدماء عن طريق عدم الوساطة.
"وعلى الصعيد الآخر، قد تبقى الخدمات الإلكترونية أفضل على المستوى العملي وذلك بسبب تركيز التنفيذيين على الأعمال التجارية الإلكترونية فقط". وقد قيل إن نموذج عمل «الطوب والنقرات» أكثر صعوبة في التنفيذ من النموذج الإلكتروني فقط. قد يكون نموذج عمل «الطوب والنقرات» في المستقبل أكثر نجاحًا، ولكن في عام 2010 نمت بعض الأعمال التجارية الإلكترونية بنسبة مذهلة بمعدل 30%، بينما تطورت نماذج عمل «الطوب والنقرات» بنسبة طفيفة 3%. والعامل الرئيسي في زيادة نجاح نموذج «الطوب والنقرات» "
سوف تحدده إلى حد كبير قدرة الشركة على إدارة المبادلات بين الانفصال والاندماج" الخاصة بأعمالهم التجارية العادية أو الإلكترونية.

## كتابات أخرى
- Timacheff, Serge and Rand, Douglas (2001), From Bricks to Clicks, United States:McGraw-Hill رقم دولي معياري للكتاب ISBN 0-07-138130-9 رقم دولي معياري للكتاب ISBN 978-0-07-138130-7
- Sawhney, Mohan and Zabin, Jeff (2001), The Seven Steps to Nirvana, United States:McGraw-Hill رقم دولي معياري للكتاب ISBN 0-07-138286-0 رقم دولي معياري للكتاب ISBN 978-0-07-138286-1